# Calvaire de Bizole
La Calvaire de Bizole est situé à l'entrée de la chapelle Saint-Jean-Baptiste (XVIIe siècle), au lieu-dit Bizole, sur la commune de Treffléan dans le Morbihan.

## Historique
Le calvaire est édifié dans le courant du XVIe siècle.
Le calvaire de Bizole fait l’objet d’une inscription au titre des monuments historiques depuis le 16 février 1929.

## Architecture
Le calvaire est construit en granit.
Il est érigé sur un piédestal en forme d'autel.
Le calvaire représente le Christ en croix entouré de Saint-Jean et Saint-Pierre.